# Christian Bræin
Christian Engebretsen Bræin (Kristiansund, 11 januari 1837 - aldaar, 27 december 1912) was een Noors organist.

## Familieachtergrond
In Christian Bræins familie komen vele generaties van professionele musici voor. Hij werd geboren binnen het gezin van Engebret Chistiansen Bræin (1810-1837) en Karen Olsdatter Gustumhaugen. Vader overleed in het jaar dat hij geboren werd. Moeder hertrouwde met Ola Christiansen Brenden, die muzikant was en hem de eerste muzieklessen gaf. Hij huwde Elise Engebretsdatter Balberg (Fåberg, 17 april 1840 - 19 februari 1889). Ze kregen minstens zeven kinderen. In dat huwelijk werd als (vermoedelijk) laatste kind geboren Edvard Bræin (1887-1957), later eveneens componist en ook organist en in die hoedanigheid in 1911 opvolger van zijn vader. Diens zoon Edvard Fliflet Bræin, (1924-1976) werd ook componist, diens zoon Hans Christian Bræin (1948), de achterkleinzoon van Christian Bræin, is een bekende klarinettist en diens dochter Ditte Marie Bræin is zangeres.

## Levensloop
Christian Bræin kreeg zijn opleiding in Oslo en bij Leonard Hubert in Brussel. Hij was jarenlang organist en koordirigent van de plaatselijke kerk in Kristiansund. Hij speelde viool, was dirigent en arrangeur. Hij had ook zijn eigen strijkkwartet met dorpsbewoners. Hij kende de actrice en zangeres Astrid Lous en haar zuster, de van Knut Hamsun bekende Lulli Lous. Een van zijn topprestaties was het begeleiden van Ole Bull in 1873. Na zijn overlijden dankte de zangvereniging van Kristiansund hem met een obelisk, waaraan later een portret van hem werd gemonteerd.

## Werken
- En nar på Maanen (Een nar op de maan)
- Skyytermarsch (Schuttersfeest op Elverhøi Sundalen)

- Bibsys: 3011654
- KulturNav: ec9769d2-f56d-479c-8858-79fc228b67cc
- Virtual International Authority File: 58145971396332331260